# Bomb the Music Industry!
Bomb the Music Industry! (souvent raccourci par BtMI!) est un groupe de punk rock américain, originaire de Hempstead, à New York. Il est formé en 2004 par le guitariste-chanteur-compositeur Jeff Rosenstock, alors guitariste des The Arrogant Sons of Bitches. Le groupe cesse son activité en janvier 2014, après deux derniers concerts à Brooklyn.
Le groupe est connu pour leur éthique do it yourself : tous leurs albums étaient disponibles gratuitement sur Internet, sur le site du label de Rosenstock ; leurs concerts étaient à des prix raisonnables, la plupart du temps 10 $ ou moins ; ils proposaient à leurs fans de venir sur scène jouer des morceaux avec eux s'ils connaissent la partition et qu'ils apportaient leur instrument. Le groupe s'est vu comparer à un « Fugazi à l'ère d'Internet ». Leur musique est un ska punk éclectique, où Rosenstock empile toutes sortes d'instruments, de la mandoline au trombone, en passant par des sons issus de jeux vidéo, le tout saupoudré de paroles tantôt provocatrices, tantôt tendres, tantôt humoristiques.

## Biographie

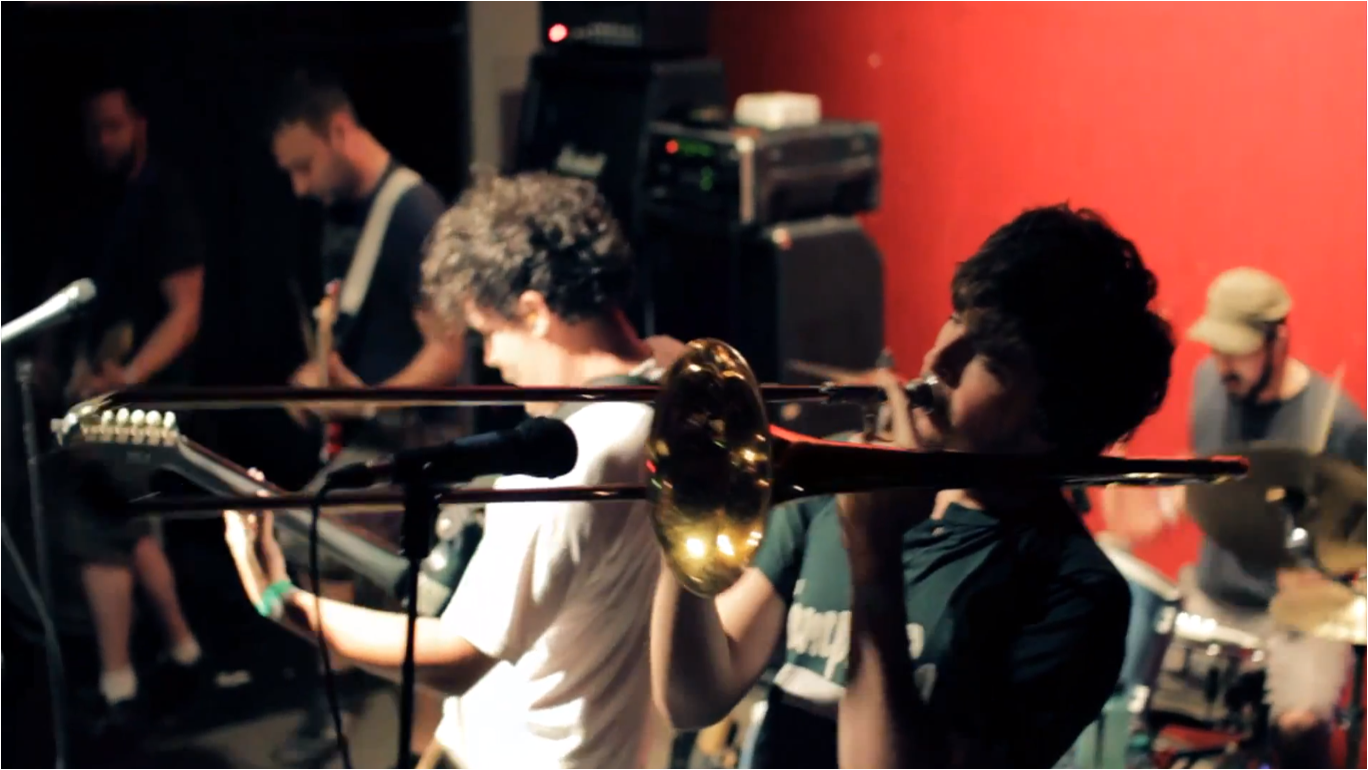
Bomb the Music Industry! à Tampa, en Floride, le 26 mars 2012.

Bomb the Music Industry! est formé en 2004 par le guitariste-chanteur-compositeur Jeff Rosenstock, alors guitariste des The Arrogant Sons of Bitches.
Bomb the Music Industry! tournait comme duo (Rosenstock et Rick Johnson de Mustard Plug). Les deux chantaient ; Rosenstock jouait de la guitare et Johnson de la basse. Chacun d'entre eux jouaient également plusieurs autres instruments comme le thérémine, et le saxophone. Rosenstock est aussi connu pour jouer du clavier avec ses pieds. 
Bomb the Music Industry! tournait également sous l'incarnation du duo Rosenstock et Matt Kurz. Pendant cette tournée, Rosenstock chantait, jouait de la guitare et du saxophone.  Kurz était aux chœurs et à la basse.
En décembre 2006, Bomb the Music Industry!, à cette période composé de Rosenstock et Johnson, tourne au Royaume-Uni, participant au Ska Is Dead Tour avec Mustard Plug et The Planet Smashers. Le 19 mai 2007, Bomb the Music Industry! joue en tête d'affiche du Skappleton, un festival ska situé dans le Wisconsin.
En juin 2007, Bomb the Music Industry! emarque sur ce qu'ils décrivent le Real Bands Tour?. Le 4 octobre 2008, le groupe entre en studio pour enregistrer son album Scrambles, qui sera publié le 15 février 2009. L'album Others! Others! Volume 1, qui comprend des démos, chansons inédites et bonus, est publié le 7 mai 2009. En 2009, le groupe joue A Song Dedicated to the Memory of Stormy the Rabbit avec Andrew Jackson Jihad pendant un concert au Soapbox Laundrolounge de Wilmington, N.C.
En juillet 2010, un documentaire sur le groupe réalisé par Sara Crow est annoncé. Ce film, intitulé Never Get Tired, est publié en streaming le 28 novembre 2016. En septembre 2010, ils publient une vidéo de leur chanson Everybody That You Love. En novembre 2013, ils annoncent leur dernier concert à New York avec Andrew Jackson Jihad et les Cheap Girls. Le groupe cesse son activité en janvier 2014, après deux derniers concerts à Brooklyn.

## Style musical
Bomb the Music Industry! joue une musique mêlant ska et punk hardcore. Leurs influences vont plus loin que le ska et le punk, cependant, tirant plus vers le synth-pop, et le DC hardcore. Rosenstock explique que le groupe s'est inspiré d'autres groupes tels que Harvey Danger et Neutral Milk Hotel, et de chansons comme This Graceless Planet (une adaptation d'une chanson de We Versus the Shark), et Stand There Until You're Sober. Sur scène, le groupe utilise des machines pour créer des breakdowns similaire au chiptune. Des chansons comme Sweet Home Cananada et Future 86 font usage de loops et guitare, ce dernier élément étant retrouvé durant la troisième vague du ska,,.
Lyriquement, les chansons de BTMI! varient entre l'arena rock à la manière de trouver un travail. Ils font également usage de l'humour, comme dans Can I Pay My Rent in Fun? et Sorry, Brooklyn. Dancing Won't Solve Anything. La musique du groupe est également apparue dans les séries télévisées Weeds et The Office,.

## Discographie

### Albums studio
- 2005 : Album Minus Band
- 2005 : To Leave Or Die In Long Island
- 2006 : Goodbye Cool World!
- 2007 : Get Warmer
- 2009 : Scrambles
- 2011 : Vacation

### EP
- 2010 : Adults!!!... Smart!!! Shithammered!!! and Excited by Nothing!!!!!!!